# نيلز كريستيانسن (شخصية أعمال)
نيلز كريستيانسن (بالدنماركية: Niels B. Christiansen)‏ هو شخصية أعمال دنماركي، ولد في 12 أبريل 1966 في Sønderborg ‏ في الدنمارك.

## روابط خارجية
- نيلز كريستيانسن على موقع مونزينجر (الألمانية)